# Żywot Leonarda da Vinci
Żywot Leonarda da Vinci (wł. La vita di Leonardo da Vinci) – włoski miniserial telewizyjny z 1971 roku, przedstawiający życie włoskiego artysty Leonarda da Vinci. Reżyserem jest Renato Castellani, scenariusz został napisany przez Castellaniego i Cesarego Brandiego.
Serial został nakręcony we Włoszech i Francji. Liczy pięć odcinków.
Serial został nagrodzony Złotym Globem.

## Obsada
Opracowano na podstawie themoviedb.org
- Philippe Leroy – Leonardo da Vinci
- Alberto Fiorini – Leonardo w wieku 13 lat
- Marco Mazzoni – Leonardo w wieku 5 lat
- Renato Cestiè – Leonardo w wieku 6 lat
- Ann Odessa – Catherina
- Glauco Onorato – ser Piero da Vinci
- Mario Molli – Andrea del Verrocchio
- Riad Gholmié – Franciszek I Walezjusz
- Renzo Rossi – Sandro Botticelli
- Giampiero Albertini – Ludwik Sforza
- Sara Franchetti – Cecylia Gallerani
- Ottavia Piccolo – Beatrice d’Este
- Christian de Tillière – Ludwik XII
- Marta Fischer – Izabela Aragońska
- Maria Marchi – Mathurine
- Filippo Scelzo – Antonio
- Carlos de Carvalho – Francesco
- James Werner – Lorenzo di Credi
- Bruno Cirino – Michał Anioł

Ponadto w filmie wystąpił Giulio Bosetti jako narrator.